# Jakar, Bhutan
Jakar este un oraș  în  partea central-estică a Bhutanului. Este reședința districtului Bumthang. Clădirea care adăpostește administrația districtuală (Jakar Dzong) datează din 1667.